# 柴谷光謹
柴谷 光謹（しばたに みつなり、1939年〈昭和14年〉1月10日 - 2007年〈平成19年〉7月6日）は、日本の政治家。大阪府八尾市長（第5代、2期）。大阪府議会議員（4期）、八尾市議会議員（3期）を務めた。

## 略歴・人物
大阪府八尾市出身。明治大学農学部卒業。1961年（昭和36年）日本バルカー工業（現バルカー）に勤務。
1967年4月28日の第6回統一地方選挙で日本社会党から立候補。八尾市安中町を拠点に選挙運動を展開し、28歳で八尾市議会議員に初当選した。
以後、市議3期12年を務め、知名度をもとに1983年4月10日の第10回統一地方選挙で大阪府議会議員に鞍替えし初当選。以後、府議4期16年を務めた。
1999年（平成11年）4月25日の第14回統一地方選挙では、八尾市長選挙に出馬し初当選した。
2003年4月27日の第15回統一地方選挙では、市議6期を務め財政再建・同和対策事業終結を訴える日本共産党の野沢倫昭と、同じく元市議で前回に続き立候補した露原正行を相手に、市長に再選を果たした。
2007年4月の第16回統一地方選挙では、三たび立候補した露原正行や元市議ら4人を相手に戦ったが、元府議の田中誠太に敗れた。市長を任期満了で退任し、同年7月6日、肝硬変のため八尾市の病院で死去した。享年68。
なお、公職のほか2005年にNPO法人八尾ベースボールクラブ（社会人野球クラブ）の名誉顧問（後任は長尾淳三東大阪市長）などを務めていた。
また、安中町の地盤を長男の匡哉（まさや）が継ぎ、2011年4月10日の第17回統一地方選挙で民主党から立候補し大阪府議会議員に初当選（八尾市選挙区、1万6,133票）し、1期を務めた。